# Logement

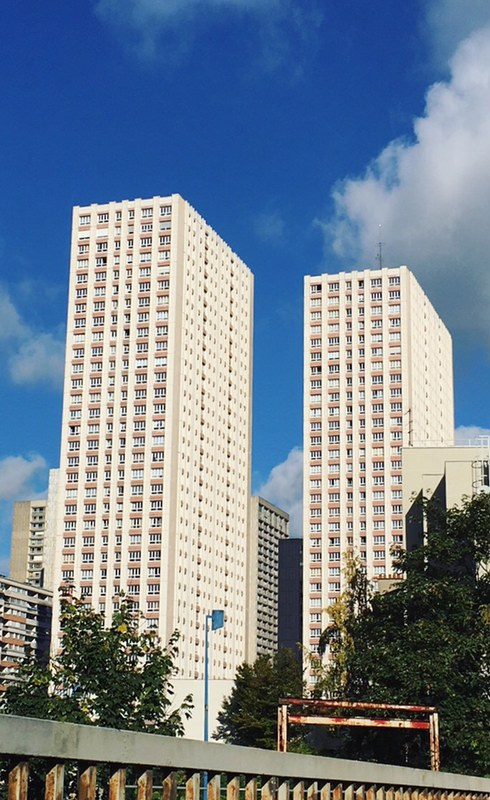
Logements sociaux situés dans le.

Un logement désigne des locaux à usage d'habitation.
L'emploi du mot « logement » se fait souvent dans le contexte des préoccupations sociales, économiques, sanitaires, statistiques des institutions vis-à-vis d'un secteur particulier - appelé « logement » quelquefois « secteur du logement » ou d'une industrie particulière (dans laquelle l'immobilier et « la construction » tiennent un rôle important). On parle de droit au logement, crise ou de pénurie de logement, de mal-logement, de lutte pour le logement, de logement social, de taille des logements, de prix du logement, d'accès au logement, d'épargne-logement, etc. Le logement est une fin.
Le logement est une notion proche de celle d'habitat. Toutefois la satisfaction obtenue d'un logement est un rapport entre équipements et besoins, ce qui est loin d'épuiser le rapport entre habitat et mode de vie. Le logement n'est donc pas l'habitat.

## Définitions
Le logement peut désigner tour à tour un lieu où l'on habite ou comme l'indique le suffixe « -ment », l'action de loger ou de se loger. Dans un usage ancien, lorsque le roi et sa suite se déplaçaient, le logement était la préoccupation des maréchaux des logis, logement désignait alors tour à tour, l'action, le lieu et aussi les personnes concernées par le logement. En terme militaire le logement de la troupe consistait en une obligation pour les particuliers de loger les troupes en station ou en marche ainsi que les animaux et le matériel dans les parties des maisons, écurie, etc..
« Logement et logis signifient la retraite couverte où l'on établit sa demeure et sont bien près d'être synonymes ». En observant l'usage avec soin on apercevra ses intentions dans le choix de ces termes. Logis désigne une retraite insuffisante pour établir une demeure, logement annonce de plus une destination personnelle. En effet on dit un bon ou un mauvais logis, un logis spacieux commode grand ou petit et l'on ne dit pas mon logis, votre logis, le logis du concierge, j'ai un beau logis ou un logis commode parce que les adjectifs possessifs et le verbe avoir marquent une destination personnelle qu'exclut le mot de logis. Mais le mot de logement qui renferme d'abord la signification de logis et en outre l'idée accessoire d'une destination personnelle se construit comme le mot logis et s'adapte en outre avec tout ce qui caractérise la destination. Ainsi l'on dit un bon ou un mauvais logement, un logement spacieux, commode, grand ou petit, mais on dit encore mon logement, votre logement, le logement du concierge, j'ai un beau logement ou un logement commode. Le logis n'est relatif qu'au lieu même et à sa destination (notion que l'on retrouve dans l'expression « logis seigneurial », dans l'expression « corps de logis » on s'attendrait à trouver corps de logement, plus rare), le logement est relatif à la personne qui l'occupe ; Quand le logis est vaste plusieurs personnes peuvent y trouver leur logement. Le Grand Dictionnaire universel du XIXe siècle de Pierre Larousse poursuit : « Le logement comme le logis peut être spacieux sain commode, mais le premier veut dire le lieu ou une seule famille une seule personne loge, le second désigne la construction même ou la chambre pouvant loger plusieurs personnes soit dans le même temps, soit successivement ».

## Dimension affective
Le logement n'est pas l'habitat : la satisfaction obtenue d'un logement est un rapport entre équipements et besoins, ce qui est loin d'épuiser le rapport entre l'habitat et le mode de vie. Habiter c'est être logé et pouvoir s'approprier l'espace selon certains modèles culturels.
Le logement n'est pas seulement la somme des satisfactions partielles (sanitaires, éducatives, récréatives ou nutritives) qu'on peut en tirer, ce qui n'implique pas que le fait d'habiter soit une totalité défiant l'analyse. Il y a un niveau auquel la notion d'équipement peut parfaitement s'appliquer : c'est celui d'une vie purement fonctionnelle, mais on ne peut-on réduire l'habitat aux seules exigences de la fonctionnalité. Le logement n'est pas une « machine à habiter » susceptible de procurer une « vie harmonieuse » par la satisfaction de besoins répertoriés une fois pour toutes, quel que soit l'individu auquel il est destiné. Une étude approfondie des Grands Ensembles français de 1967 apporte des informations objectives sur le sujet: les appartements des Grands Ensembles sont plus confortables que la moyenne des appartements urbains (82 % des ménages contre 34 à 36 % ont le chauffage central, 100 % ont des W.-C. et 90 % des salles d'eau contre 47 à 57 % et 35 à 40 %). Les habitants sont mieux logés que dans leur logement précédent pour 82 % des cas quant au confort, à la clarté, au nombre de pièces, à l'aération, au chauffage, à la dimension des pièces; 31 % déclarent avoir trouvé le logement mieux insonorisé. En ce qui concerne le logement, le taux de satisfaction est extrêmement élevé: en effet 88 % des familles s'estiment logées de façon au moins acceptable, dont 54 % dans des conditions satisfaisantes ou très satisfaisantes. Des caractéristiques qui étaient antérieurement l'apanage des maisons individuelles comme « le calme », « le bon air », « la verdure », sont attribuées aux Grands Ensembles par 43 % des personnes interrogées. Et pourtant, bien que ces Grands Ensembles semblent satisfaire un nombre élevé de besoins, la plupart des habitants choisiraient, s'ils le pouvaient, un autre type de logement : 88 % se déclarent logés de façon convenable, 62 % disent que les avantages l'emportent sur les inconvénients mais 15 % seulement préfèrent l'immeuble à la maison individuelle. « Si l'on considère des besoins isolés, on obtient donc un taux élevé de satisfaction et l'on arrive à la conclusion que le programme de construction est bon. Il semble cependant que le besoin général d'« habiter » ne soit pas satisfait puisque l'habitant se réfère contradictoirement à un autre modèle de logement qui plane comme un oiseau de mauvais augure sur les réalisations de l'architecture moderne.

## Propriétaire ou locataire
Biens durables, les logements constituent un patrimoine important, en majeure partie détenu par des ménages. Toutefois, ces logements ne sont pas nécessairement occupés par leur propriétaire. Certains ont été construits à l’initiative d’investisseurs privés ou institutionnels. Le partage du parc entre propriétaires occupants et locataires de bailleurs sociaux ou privés est le principal critère de clivage entre les pays européens. Il oppose les pays à tradition rurale d’Europe du Sud aux pays industrialisés d’Europe du Nord. Ainsi, la proportion de propriétaires occupants atteint 80 % en Espagne, 75 % en Grèce, près de 70 % en Italie alors qu’elle est seulement de 31 % en ex-Allemagne de l’Est, de 43 % en Allemagne de l’Ouest et en Suède. Toutefois, ces contrastes géographiques comportent de nombreuses exceptions au Nord. En Irlande, au Royaume-Uni, en Belgique et au Luxembourg, la propriété est le statut d’occupation dominant, avec respectivement 81 %, 67 %, 74 % et 70 % de propriétaires. Quelques pays occupent une position intermédiaire avec une répartition plus équilibrée de leur parc, notamment la France, qui compte aujourd’hui 55 % de propriétaires. Rejoignent également ce groupe médian, les Pays-Bas, le Danemark et l’Autriche.
En France, la diversité de l’occupation des logements paraît en accord avec la position géographique centrale de ce pays sur le territoire européen qui le place à un carrefour de cultures et de climats. Des zones industrielles se sont développées sans pour autant absorber les régions rurales, laissant un espace comparable à l’habitat individuel et à l’habitat collectif, à la propriété et à la location.
Si le volume du parc d’un pays est d’abord le reflet de son histoire démographique, la répartition des occupants entre les ménages propriétaires de leur logement et ceux qui le louent résulte d’une longue histoire où les coutumes, les philosophies sociales et politiques des dirigeants, les grands mouvements économiques ont simultanément joué leur rôle.

### Financement
Le logement a également a une fonction patrimoniale puisqu'il peut se transmettre de génération en génération pour les personnes qui sont propriétaires. L’accès à la propriété constitue un élément symbolique pour l’individu, elle traduit la stabilité d’un foyer, permettant de s’impliquer dans la vie quotidienne. Cette accession au logement est soutenue par des aides importantes en France, notamment en direction des logements neufs.
En 2009, le pourcentage de propriétaire en France s’élève à 57 %, ce taux est inférieur à la moyenne européenne. Cependant, l’Hexagone est largement doté en logements locatifs, particulièrement sociaux.
« En France, la doctrine traditionnelle qui sous-tend la politique du logement est celle du libre choix du statut d’occupation ». Pourtant, dans la réalité les politiques favorisent l’accession à la propriété. L’accès à la propriété d’un logement social touche les ménages de la classe moyenne et pauvre. L’intervention publique pour l’accès au logement doit permettre aux ménages de la classe moyenne d’accéder aux crédits et de pouvoir être solvable.
Le crédit foncier et les sociétés de crédit immobilier distribuent des Prêts à l’accession à la propriété (PAP), jusque dans les années 1980. En 1993, le Fonds de garantie de l’accession sociale supervise et protège les établissements de crédits, afin que ces derniers ouvrent leurs offres de crédits au plus pauvres. Mais, ces organismes font face à la hausse des prix du logement.
Les mesures pour aider à l’accès au logement se diversifient : aides fiscales, aides aux remboursements primes, démembrement de propriété avec un organisme social, accès à des prêts à taux zéro, allocation logement, crédit d’impôt, achat progressif.

## Dimension sociale
Le logement intègre une dimension sociale forte ; c'est pour l'être humain un besoin vital. Chacun a besoin d'un toit, d'un logement pour se protéger, se construire et participer à la vie collective. Certaines sociétés humaines ont ainsi considéré qu'il constituait un droit naturel. Ainsi, dans certains pays communistes, le logement était gratuit, fourni par l'État et garanti. Par ailleurs, en France, un droit au logement opposable est institué depuis le 1er janvier 2008, sous la loi DALO.
Une adresse concourt à la représentation que l'on se fait d'une personne. Certaines institutions ou entreprises offrent un logement de fonction à leurs employés dans un but paternaliste ou pour faciliter le fonctionnement de l'organisme concerné.
En 1992, L'État voulut décerner à l'Abbé Pierre le rang de Grand officier de la Légion d'Honneur. L'Abbé Pierre refusa dans un premier temps pour mettre en évidence ses revendications au Premier Ministre Pierre Bérégovoy, concernant la lutte contre le mal-logement en France. Il formula au Premier Ministre deux demandes : 
1. Considérer le manque de logements comme une « catastrophe nationale» ;
2. La création du « Haut Comité pour le Logement des Personnes Défavorisées » (HCLPD).

Le Premier Ministre n'accéda pas à la première requête mais accepta la deuxième. L'HCLPD fut instituée par un décret constitutif en décembre 1992 par François Mitterrand. Ce comité délivre annuellement un rapport sur des questions relatives au logement des personnes défavorisées au Premier Ministre en place.

## Crises de logement

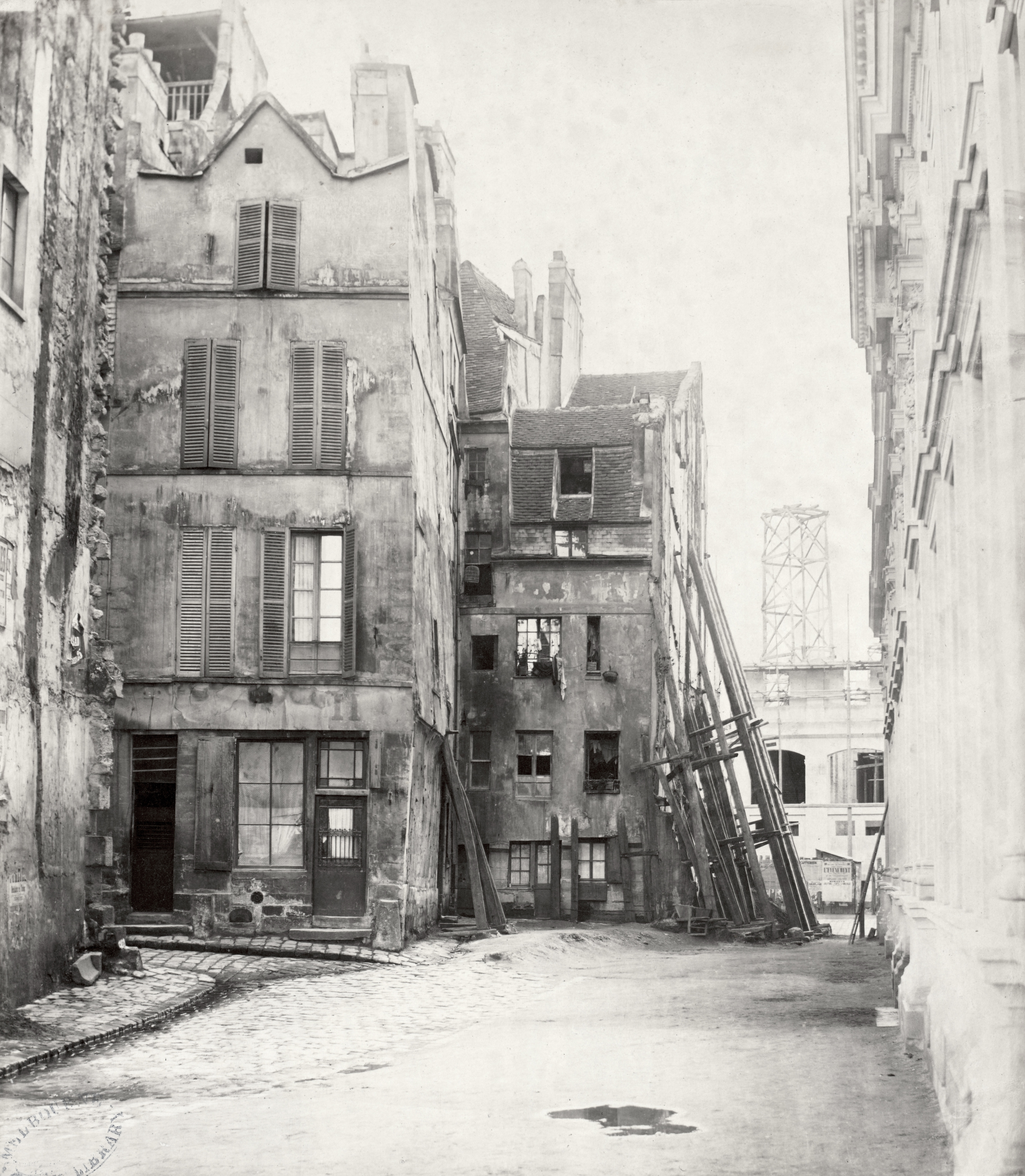
Charles Marville, Rue du Marché aux fleurs, vers 1853–70, avant la transformations de Paris sous le Second Empire.

Début XIXe siècle les auteurs des topographies médicales avaient déjà été frappés par l'étiolement des habitants des grandes villes, qu'ils avaient attribué à différents facteurs environnementaux dont le manque d'air et de lumière. Puis, à partir des années 1820, à une époque où les maisons s'élevaient de plus en plus en hauteur en raison du nombre croissant des habitants et où ces mêmes maisons devenaient le domicile de plus en plus d'indigents, les médecins et ceux qui s'appelleraient plus tard les hygiénistes (ex. : Louis René Villermé) commencèrent à se préoccuper de la mauvaise influence des logements dits « insalubres ». La France avait été récemment frappée par la deuxième et troisième pandémie de choléra, en 1832 et en 1849. Dès 1832 les classes aisées commençaient à craindre ces soi-disant foyers d'infection des indigents, car selon les théories médicales régnantes constituant l'hygiénisme, la théorie des miasmes, l'infection de l'air était considérée comme l'un des plus dangereux facteurs de propagation du choléra, une infection résultant entre autres choses du pourrissement des immondices de toutes sortes dont les taudis des pauvres seraient rempli. La Deuxième République invente donc le logement insalubre. A Paris, l'application de la loi sur l’assainissement des logements du 13 avril 1850, en conférant les compétences au préfet de la Seine apparaît être au cœur d’un dispositif de rénovation urbaine. La Seconde République finissante lègue à l’administration impériale une arme efficace pour transformer la ville. Elsbeth Kalff a analysé l'essor de l'hygiénisme à Paris entre 1850 et 1880. Elle montre le basculement progressif d'une politique moralisante et paternaliste, initiée par la peur des épidémies de choléra, à un mécanisme d'embourgeoisement amorçant une ségrégation spatiale qui se poursuit encore aujourd'hui.
Les grandes tendances de la construction de logements neufs épousent les mouvements des générations mais sont aussi datées par les principales étapes de l’histoire sociale, économique et politique de l’Europe: deux guerres mondiales, crise économique de l’entre-deux-guerres, baby boom, Trente glorieuses, premier choc pétrolier.
Le logement passe par diverses traditions et des histoires nationales qui toutes visent à l’encadrement des loyers et à plus ou moins d'extension du logement social. Pendant l’entre-deux guerres la construction était paralysée : l’envolée de la Bourse dans les années 1920 et le blocage des loyers, entré en vigueur dans la plupart des pays pour protéger les locataires, avaient découragé les bailleurs privés, et d’une manière générale, la situation économique, marquée par la crise de 1929, n’était pas favorable à une reprise de l’investissement privé. Au début des années 1950, tous les pays souffrent, à l’instar de la France, d’une grave pénurie de logements. Les pays belligérants, qui subissent en outre de nombreuses destructions pendant la Seconde Guerre mondiale, sont dans une situation particulièrement critique, et celle de l’Espagne et de la Grèce est aggravée par la guerre civile. Tous les pays d’Europe doivent remédier à cette crise quantitative en s’engageant dans un effort massif de construction, quand ce ne fut pas de reconstruction. L’Allemagne et le Royaume-Uni furent les premiers pays à atteindre un haut niveau de construction, supérieur à celui de la France dans les années 1950. La demande de nouveaux logements resta cependant très importante pendant une trentaine d’années en raison de l’explosion démographique que connurent tous les pays, pour certains immédiatement après la guerre, pour d’autres quelques années plus tard. Des pays, tels que la France, les Pays-Bas, le Royaume-Uni et la Belgique, durent en outre rapatrier la population de leurs anciennes colonies.
La construction passa par un maximum, à peu près partout en Europe, au début des années 1970, le pic étant plus accentué dans les pays très touchés par la guerre, comme l’Allemagne ou la France, qui avaient dû beaucoup construire et reconstruire. À cette époque, l’environnement économique commença à se transformer. Avec le ralentissement de la croissance et la montée du chômage, les ménages se trouvèrent dans un contexte de moins en moins favorable à l’investissement ; mais le plus fort de la crise du logement semblait aussi passé. Les gouvernements, qui, pour la plupart, avaient mis en place des politiques d’aide au logement, adaptèrent à cette nouvelle donne leurs moyens d’intervention. Tous ces changements se traduisirent par un ralentissement sensible de la construction neuve qui déclina régulièrement dans toute l’Europe jusqu’au début des années 1990. Tous les pays ont vu se réduire la natalité et la mortalité au cours des dernières décennies.
À des degrés divers, toute l’Europe de l’Ouest est touchée par la crise de l’immobilier du début des années 1990, mais dans certains pays, et notamment en Espagne, la tendance s’inverse et se prolonge par la bulle immobilière espagnole.
La Crise économique mondiale des années 2008 et suivantes consécutive à la crise des subprimes américaine a gravement touché les secteurs immobilier et du bâtiment aux États-Unis mais aussi en Europe. La crise économique espagnole particulièrement grave est liée à la crise mondiale mais aggravée par l'effondrement de la bulle immobilière.

## Un secteur

### Données statistiques

#### Europe
L’Europe des Quinze en 2001 disposait de 170 millions de logements environ, dont 80 % concentrés dans cinq grands pays: Allemagne (22 % de ce parc), France (16,7 %), Italie (15,5 %), Royaume-Uni (14,5 %), et Espagne. Mis à part le Luxembourg assimilable à une grosse agglomération, les autres pays ne comptent que quelques millions de logements, le plus « petit » étant l’Irlande (1,26 million). Ce parc paraît relativement abondant en regard du nombre d’habitants : s’il était entièrement habité, un même logement ne serait en moyenne partagé que par deux à trois personnes environ.
La densité du parc par habitant est 490 logements pour 1 000 habitants en France, du même ordre en Allemagne de l’Est, en Espagne et en Suède, moindre au Royaume-Uni et aux Pays-Bas, avec 420 logements environ, intermédiaire en l’Allemagne de l’Ouest, avec 445 logements et plus faible en Irlande avec 324 logements pour 1 000 habitants. Ces taux sont calculés sur la base du nombre total de logements existants, indépendamment de l’utilisation de ces logements comme résidence principale ou secondaire et du fait qu’ils peuvent aussi rester temporairement inoccupés. La proportion de logements vacants, pour autant qu’elle soit connue et comparable d’un pays à l’autre, est très variable, au début des années 1990, estimée à environ 30 % en Grèce, 20 % en Italie, près de 15 % en Espagne, contre 7,7 % en France, 3 % en Allemagne et 4 % au Royaume-Uni.
En Espagne et en Suède, on compte plus de 60 résidences secondaires pour 1 000 habitants, une quarantaine en France ou au Portugal, alors que cette catégorie de logement est presque inexistante en Allemagne (5 pour 1 000 habitants), aux Pays-Bas et au Royaume-Uni (4 pour 1 000 habitants). Les logements ont d’abord été construits pour servir d’habitations permanentes. Les statisticiens de presque tous les pays privilégient cet usage en définissant le ménage comme l’ensemble des personnes partageant une même résidence principale. Aussi est-il préférable, pour comparer le peuplement des logements, de se référer à la taille moyenne des ménages, de 2,4 personnes en France et Royaume-Uni, 2,2 personnes en Allemagne, 2,1 personnes en Suède, 3,1 personnes en Espagne et Irlande. En Grèce, où la taille moyenne des ménages est de 2,7 personnes, les logements sont aussi parmi les plus peuplés d’Europe.
La France n’est plus touchée par une pénurie de logements, on comptait, en 2004, 513 logements pour 1 000 habitants soit le taux le plus fort d’Europe, par exemple l’Allemagne possède un ratio de 477 pour 1 000, la Suède 486 pour 1 000 et 456 au Danemark. En 2009, 448 000 logements sont créés en France contre 159 000 en Allemagne et 14 700 au Royaume-Uni. On remarque qu’entre 1997 et 2010, une partie des pays a connu une très forte hausse du coût du logement (plus du double pour l’Irlande, le Royaume-Uni et Espagne) d’autres n’ont pas été affectés comme la Suisse et l’Allemagne. On note une hausse de 6,5 % en France. L’accès aux crédits immobiliers permets néanmoins d’avoir un accès plus facile aux logements.
Bien qu’il n’y a plus de pénurie de logements en France, on continue de construire des logements car le mal-logement est toujours présent, 133 000 personnes sont sans-domicile et 177 000 logent dans des hôtels ou sont hébergés sans avoir les moyens d’accéder à des logements autonomes. L’État peut avoir un rôle important notamment dans l’aide à l’accès des crédits et dans la construction de logements sociaux.

#### France
Selon l'Insee, il y avait au 1er janvier 2016, environ 35,4 millions de logements en France métropolitaine et dans les Dom-Tom (hors Mayotte). Les résidences principales correspondent à 82,4 % des logements. Les résidences secondaires et les logements occasionnels représentent 9,4 % du parc, et les logements vacants 8,3 %. Entre 2010 et 2015, le parc augmente au rythme moyen de 1,1 % par an, soit 2,2 fois plus rapidement que la population.
Le nombre total de logements est constitué du nombre de résidences principales et des logements inoccupés.
Les logements inoccupés sont divisés en trois groupes : les logements vacants, les résidences secondaires et les logements occasionnels.
Selon l'INSEE, le logement vacant est un appartement ou une maison inoccupée, en vente ou en location, en attente d’occupation pour de multiples raisons (vétuste, en cours de succession…). Un logement occasionnel est une maison ou un appartement « utilisé occasionnellement pour des raisons professionnelles » comme un pied-à-terre. La résidence secondaire est un logement habité lors de week-end, de vacances, de loisirs.
En 2020, 17,4 millions de ménages sont propriétaires de leur résidence principale, soit 57,7 % de l’ensemble (contre 55,9 % en 2001).
| Statut             | 2001 | 2004 | 2007 | 2010 | 2013 | 2016 | 2019 | 2022 |
| ------------------ | ---- | ---- | ---- | ---- | ---- | ---- | ---- | ---- |
| Propriétaires      | 55,9 | 56,6 | 57,2 | 57,5 | 57,7 | 57,7 | 57,7 | 57,6 |
| Non accédants      | 34,9 | 36,4 | 37,7 | 37,8 | 37,9 | 37,8 | 37,7 | 37,3 |
| Accédants          | 21,0 | 20,2 | 19,6 | 19,7 | 19,8 | 19,9 | 20,0 | 20,2 |
| Locataires         | 39,7 | 39,4 | 39,3 | 39,4 | 39,5 | 39,8 | 39,9 | 40,0 |
| Bailleurs publics  | 17,9 | 17,7 | 17,5 | 17,3 | 17,2 | 17,1 | 17,0 | 16,9 |
| Bailleurs privés   | 21,8 | 21,7 | 21,8 | 22,1 | 22,3 | 22,7 | 22,9 | 23,1 |
| Logés gratuitement | 4,4  | 4,0  | 3,5  | 3,1  | 2,8  | 2,5  | 2,4  | 2,4  |

| Type de logement    | 2014 | 2015 | 2016 | 2017 | 2018 | 2019 | 2020 | 2021 |
| ------------------- | ---- | ---- | ---- | ---- | ---- | ---- | ---- | ---- |
| Maison              | 68,7 | 68,4 | 68,3 | 66,8 | 65,9 | 65,5 | 64,9 | 65,6 |
| Maison indépendante | 45,1 | 44,7 | 44,6 | 43,5 | 42,4 | 42,4 | 45,9 |      |
| Maison mitoyenne    | 23,6 | 23,7 | 23,7 | 23,3 | 23,5 | 23,1 | 19,0 |      |
| Appartement         | 31,2 | 31,5 | 31,5 | 33,1 | 33,9 | 34,4 | 34,4 | 33,6 |
| Autre               | 0,1  | 0,1  | 0,1  | 0,1  | 0,1  | 0,1  | 0,7  | 0,8  |

### Économie et sociologie
Depuis le XXe siècle, le logement est devenu une catégorie statistique et économique. Il est source de dépense et de revenu.
On distingue plusieurs types d'occupation : location payante ou à titre gratuit, légale ou illégale, ou propriété.

#### Macroéconomie
Le logement constitue un enjeu économique majeur et dépend de l'influence de nombreuses variables macroéconomiques (taux d'intérêt, coûts de construction, préférences des ménages, niveau d'imposition…). Le marché du logement s'apparente à un modèle bicéphale de type stock-flux, comportant d'un côté le marché locatif et de l'autre le marché de l'investissement immobilier. Dans leur article Markets and Housing Finance (2008), Veronica Cacdac Warnock et Francis E. Warnock affirment que les pays qui ont une législation qui facilite les relations entre l'offre et la demande de crédit ainsi qu'un environnement macroéconomique stable, ont tendance à avoir un système de financement du marché immobilier plus performant.
La propriété immobilière représente un réel atout ; ainsi, chez ménages propriétaires, l'amélioration du prix du logement accroît considérablement la capacité à souscrire des crédits à la consommation et plus généralement, le pouvoir d'achat. L'effet richesse lié au stock de logements est nettement plus important que celui lié au patrimoine financier.

Il existe différents types de déterminants à l'origine des cycles de prix du logement. Ils sont reliés à des indicateurs macroéconomiques, à la démographie et aux variables financières. Ainsi, le crédit et les taux d'intérêt de court terme ont une influence significative sur la probabilité de voir apparaître des phénomènes d'expansion et de récession. La pluralité des indicateurs peut avoir des conséquences assez importantes sur la prise des décisions des différents acteurs.

#### Microéconomie
Le logement était en France au début des années 2000 devenu le premier poste de consommation et d'endettement des Français (27 % de la consommation)[réf. nécessaire]. Aux frais directs de location ou achat s'ajoutent les frais d'assurance, de notaire et le coût de remboursement des emprunts. Une partie de ces frais sont généralement à renouveler quand une personne ou une famille doit déménager et investir dans un nouveau logement dans un contexte localement chronique de pénurie de logements de dimension suffisante ou à loyer modéré. La colocation, la copropriété sont des moyens de diminuer une partie de ces coûts quoique cette idée n'est pas étayé par une étude pour ce qui concerne la copropriété forcée.
Les « locations de vacances » sont une alternative à l'hôtel, au camping ou à l'achat d'une résidence secondaire.

### Politique du logement

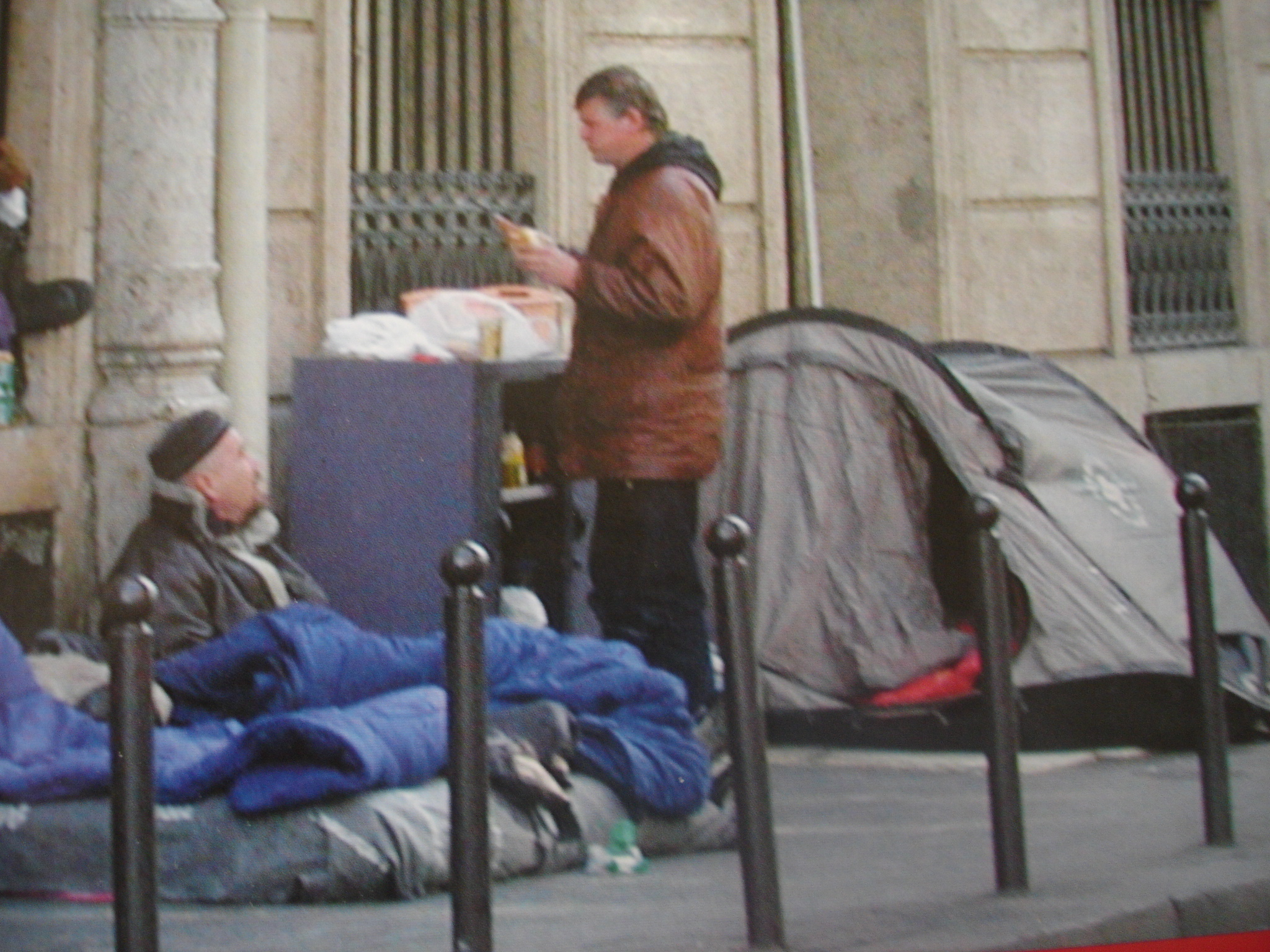
Le droit au logement.

Le logement est un enjeu politique dans la mesure où le pouvoir politique légifère, taxe et subventionne tant pour la construction neuve que pour la réhabilitation. La plupart des pays disposent d'un ministère, d'un secrétariat d'État ou de grandes institutions dédiées au logement, chargé de décliner une « politique publique du logement », incluant souvent une politique de logement social pour les plus démunis, le plus souvent réduite à sa plus simple expression. En France, après Sylvia Pinel qui était depuis le 2 avril 2014 ministre de l'Égalité des territoires et du Logement, c'est Richard Ferrand, puis Jacques Mézard qui deviennent ministre de la cohésion des territoires, comprenant le logement.

#### En France
L'évolution des politiques du logement est ancienne, elle s'est intensifiée à partir de 1950 et Annette Ciattoni, Stéphane Beucher, Magali Reghezza.

##### 1850-1953
Les débuts des politiques de logement s’inscrivent dans un contexte de croissance démographique dans les centres urbains. Cette pression démographique engendre des mauvaises conditions de vie, d’hygiène favorisant le développement des maladies. La politique de logement débute en France par la loi du 13 avril 1850, elle interdit l’insalubrité et crée des comités d’hygiène consultatifs auprès des communes.
Les habitations bon marché (HBM) apparaissent à la suite de la loi Siegfried du 30 novembre 1894 : c’est la mise sur le marché de logements sociaux possédant une exonération fiscale. L’après-Première-Guerre mondiale renforcent l’intervention publique qui bloque dans un premier temps les loyers. Les années 1920 marquent le développement massif des organismes publics d’HBM. La construction d’HBM répond à la loi Loucheur de 1928, qui prévoit la construction de 260 000 logements en cinq ans.
La situation de pénurie de logement s’aggrave après la Seconde Guerre mondiale. La loi du 21 juillet 1950 est un tournent pour le logement social en France. L’État créé les habitations à loyer modéré (HLM) en remplacement des HBM. Cette intervention publique s’accompagne d’aides importantes pour l’accès à la propriété. Malgré tout, le problème des mal-logés persistent en France.

##### Plan courant, 1953
Le ministre de la Construction, Courant met en place une politique de logement, décomposée en trois objectifs.
Le premier objectif est de combler le déficit quantitatif de logement, pour satisfaire l’ensemble de la population. Il y a la construction de nouveaux HLM, et un effort est fait sur l’entretien durable des ensembles. Le second objectif est de développer les efforts en direction des plus pauvres, des émigrés. Le troisième objectif est le soutien des entreprises dans les secteurs du bâtiment, de la construction. Ces enjeux ont pour objectif le soutien à la production de logement neufs, notamment dans les zones à urbaniser en priorité (ZUP).
En 1954, plus de quatre logements sur dix n’avaient pas l’eau courante, seul un quart était équipé d’un W.-C. intérieur, et 10 % seulement disposaient d’une douche ou d’une baignoire. Aides à la pierre, aides fiscales, aides à la personne, en France ; l’effort de construction a bénéficié aussi de la forte croissance des revenus de la période des « Trente Glorieuses », qui a rendu supportable — ou plus supportable — l’accroissement du poids des dépenses en logement dans le budget des ménages : les taux d’effort — charges non comprises — des locataires et des accédants à la propriété, encore inférieurs à 10 % en moyenne au cours des années 1960 (en 2002, il est de 17,6 % en moyenne pour les accédants et 16,4 % pour les locataires).
À partir de 1970, les constats soulignent la nécessité de l’intervention publique : il y a toujours une pénurie ; de plus, la qualité et la vétusté des premiers logements sont remis en cause.

##### La loi du 3 janvier 1977, le programme «Habitat et vie sociale»
La loi du 3 janvier 1977 favorise un politique d’accompagnement de la consommation du logement et du marché. « Habitat et vie sociale » permet d’améliorer l’habitat et de favoriser la réalisation des équipements collectifs dans quelques grands ensembles. L’objectif de la loi est la satisfaction des besoins quantitatifs et l’aide aux ménages à accéder un logement correspondant aux caractéristiques sociales et familiales.

##### La décentralisation
Peu à peu, la politique de la ville, notamment celle du logement, est décentralisée. La politique porte sur les accords entre l’État et les collectivités territoriales. Les enjeux des réalités constatées passent à une échelle locale. Le niveau de l’agglomération est désormais l’instance légitime pour prendre les objectifs territoriaux des politiques de logement, cela passe par des programmes locaux de l’habitat (PLH).

##### Trois objectifs principaux des politiques nationales et locales
La première orientation a pour objectif de contourner les difficultés d’accès au logement pour les personnes défavorisées. L’échec de la loi de 1977 amène à mettre en place des mesures : augmenter l’offre de logements abordables, définir les catégories de demandeurs pour l’attribution d’un logement social, éviter les expulsions, le développement d’association spécialisées pour l’accompagnement des ménages.
La deuxième orientation a pour objectif de lutter contre l’habitat « indigne ». Les immeubles construits dans les années 1960-1970, souvent en copropriété, sont dégradés, mal-entretenus, inconfortables, voire insalubres. Ainsi, de nouvelles politiques sont mises en place en renforçant les contraintes aux propriétaires des immeubles. La loi Solidarité et renouvellement urbains crée le statut juridique de « logement décent ». Mais les actions proposées par cette loi se heurtent au caractère privé de la propriété, ainsi les mesures revêtent un caractère incitatif.
La troisième orientation favorise l’accompagnement des ménages pour accéder au parcours résidentiel : amélioration de la solvabilité, de nouvelles offres pour des besoins spécifiques (famille, étudiante, personne âgée…).

##### 1990 à nos jours
Les enjeux des politiques du logement portent l’accent sur les grands ensembles construits au cours des années 1960 et 1970. Une vague de réinvestissement et de rénovation prend forme afin d’améliorer les immeubles, le niveau de confort, la performance énergétique. On parle de travaux de réhabilitation des HLM. Ce renouvellement s’effectue avec un outil, la prime à l’amélioration des logements à usage locatif et à occupation sociale (PALULOS). Cette restructuration passe par des rénovations mais aussi par la démolition d’immeubles. Ces opérations ont pour but l’attractivité résidentielle de ces quartiers devenus repoussants. Ainsi, en 2003, est créée l’Agence nationale pour la rénovation urbaine (ANRU).
Enfin, les politiques du logement portent désormais une attention particulière pour la mixité sociale. Les politiques de logements doivent contribuer à une répartition plus homogène des ménages modestes. Ainsi, la loi Solidarité et renouvellement urbains (SRU) du 13 décembre 2000 lutte en faveur de la mixité sociale. La loi impose aux communes d’atteindre un taux minimum de 20 % de logements sociaux dans chaque commune de plus de 200 000, puis 50 000 habitants. La loi « Duflot » du 19 janvier 2013 révise le taux à 25 %. Néanmoins, cette loi ne résorbe pas les situations inégalitaires.

#### Droit au logement
Plusieurs législations fondamentales mentionnent ou garantissent un droit au logement, c'est-à-dire le droit pour toute personne d'avoir un toit.
De nombreuses ONG humanitaires (dont la Croix-Rouge, Emmaüs, Secours populaire, Secours catholique, etc. en France) travaillent avec des centres d'hébergement d'urgence pour aider les sans-logis, qui dans certains pays s'entassent dans des bidonvilles.
Au Québec, la Régie du logement est responsable de l'application des lois relatives au logement.

### Aspect environnemental
Le logement, l'urbanisation et la périurbanisation qui se développent conjointement ont une forte empreinte écologique et sont source d'une consommation énergétique croissante.
Les habitants des pays riches tendent à rechercher un confort plus élevé dans leur logement. De ce fait (mais aussi dans certains pays à cause du vieillissement ou d'une diminution de la population), ils vivent moins nombreux dans des surfaces plus grandes. De plus, ils possèdent parfois plusieurs logements, ce qui tend à renforcer l'impact du logement et l'urbanisation sur l'environnement. Des approches telles que la ville durable, la ville renouvelée sur elle-même ou la HQE, les écoquartiers, etc. visent à tempérer ces impacts.
Les logements sociaux sont au cœur des préoccupations environnementales et écologiques, la plupart des immeubles datent d'avant 1990. Leur rendement écologique est faible lorsqu’on observe les matériaux utilisés, les modes de chauffage et la conception de l'immeuble en lui-même. Les logements construits après 1960 font l'objet d'un entretien permanent depuis 1977.
L'habitat contribue à 44 % de la consommation d'énergie en France ainsi qu’au réchauffement climatique par la production d'effet de serre pour 25 %. Le ministère de l'Équipement, du logement et des transports (MELT) tente des réalisations expérimentales en lançant un appel de projets auprès des bailleurs sociaux. Ces expérimentations engagent des actions sur le confort acoustique, la gestion des déchets, le recyclage des matériaux de construction, la réutilisation de l'eau de pluie. D'autres propositions ont pour but de prolonger l'initiative des habitats dits « haute qualité environnementale » (HQE). Cette approche en HQE est une nouvelle démarche pour les logements sociaux : on parle désormais de construire en qualité. Le Plan Urbanisme Construction Architecture (PUCA) créé en 1998 au MELT établit une relation entre HQE et construction/renouvellement urbain. Le principe est de réhabiliter les logements existants dans le programme de renouvellement urbain et environnement. Bien que la HQE soit principalement basée sur la construction de neuf, elle s'étend sur la réhabilitation de logements existants. Ce programme de renouvellement urbain et environnemental est créé en 2000. La hausse des conditions de vie passe par une durabilité sociale en matière de qualité (eau, air, acoustique, visuel, thermique…).

## Définition juridique du logement

### En Angleterre
En droit anglais, un logement est défini comme une unité d'hébergement « substantielle » autonome (self-contained 'substantial' unit of accommodation), telle qu'un bâtiment, une partie d'un bâtiment, une caravane, une péniche ou une autre maison mobile. Une tente n'est normalement pas considérée comme substantielle,.

### En France
En France, le logement est un bien juridique. Il constitue également une catégorie administrative et est à ce titre soumis à des normes (de construction, superficie, équipements, occupation). Cela relève du droit de l'urbanisme et du droit immobilier.
Une construction doit répondre à des critères légaux pour être considérée comme habitable. Il faut pour cela se rapporter à différents textes, dont en particulier les articles R. 111-1 à R. 111-17 du code de la construction et de l’habitation (CCH) pour les logements neufs, ainsi qu'au décret du 30 janvier 2002 relatif aux caractéristiques du logement décent pour l'ensemble des logements (neufs ou anciens).
Selon l'article R111-1-1 du CCH, « un logement ou habitation comprend, d'une part, des pièces principales destinées au séjour ou au sommeil, éventuellement des chambres isolées et, d'autre part, des pièces de service, telles que cuisines, salles d'eau, cabinets d'aisance, buanderies, débarras, séchoirs, ainsi que, le cas échéant, des dégagements et des dépendances ».
Pour être considéré comme un logement, un appartement doit répondre à un certain nombre de règles dont voici les principales :
- Pour l'ensemble des logements, neufs ou existants, le décret de 2002[29] fixe les conditions suivantes :
  - Le logement doit disposer d'au moins une pièce principale ayant soit une surface habitable au moins égale à 9 m2 et une hauteur sous plafond au moins égale à 2,20 m, soit un volume habitable au moins égal à 20 m3[30]. La surface habitable et le volume habitable sont définis par le Code de la construction et de l'habitation[31].
  - Les pièces principales[32] doivent bénéficier d'un éclairement naturel suffisant et d'un ouvrant donnant à l'air libre ou sur un volume vitré donnant à l'air libre[33].
- Pour les logements neufs, les règles sont fixées par le Code de la Construction et de l'Habitation :
  - La surface et le volume habitables d’un logement doivent être de 14 mètres carrés et de 33 mètres cubes au moins par habitant pour les quatre premiers habitants[34].
  - Le logement doit être pourvu d’une installation d’alimentation en eau potable et d’une installation d’évacuation des eaux usées[35].
  - Il doit comporter au moins une pièce spéciale pour la toilette, comportant une douche ou une baignoire et un lavabo[35].
  - Il doit être pourvu d’un W.C. intérieur au logement et ne communiquant pas directement avec les cuisines et les salles de séjour. Il est possible d’avoir des toilettes extérieures sous certaines conditions[35].
  - Il doit comporter un évier muni d’un écoulement d’eau et un emplacement aménagé pour recevoir des appareils de cuisson[35].

D’autres règles précises et des dérogations existent pour lesquelles il faut se référer aux textes réglementaires, règlement sanitaire départemental fournis par la préfecture du département et le code de la santé publique.